# Chase County (Nebraska)
Chase County is een county in de Amerikaanse staat Nebraska.
De county heeft een landoppervlakte van 2.317 km² en telt 4.068 inwoners (volkstelling 2000). De hoofdplaats is Imperial.

## Bevolkingsontwikkeling

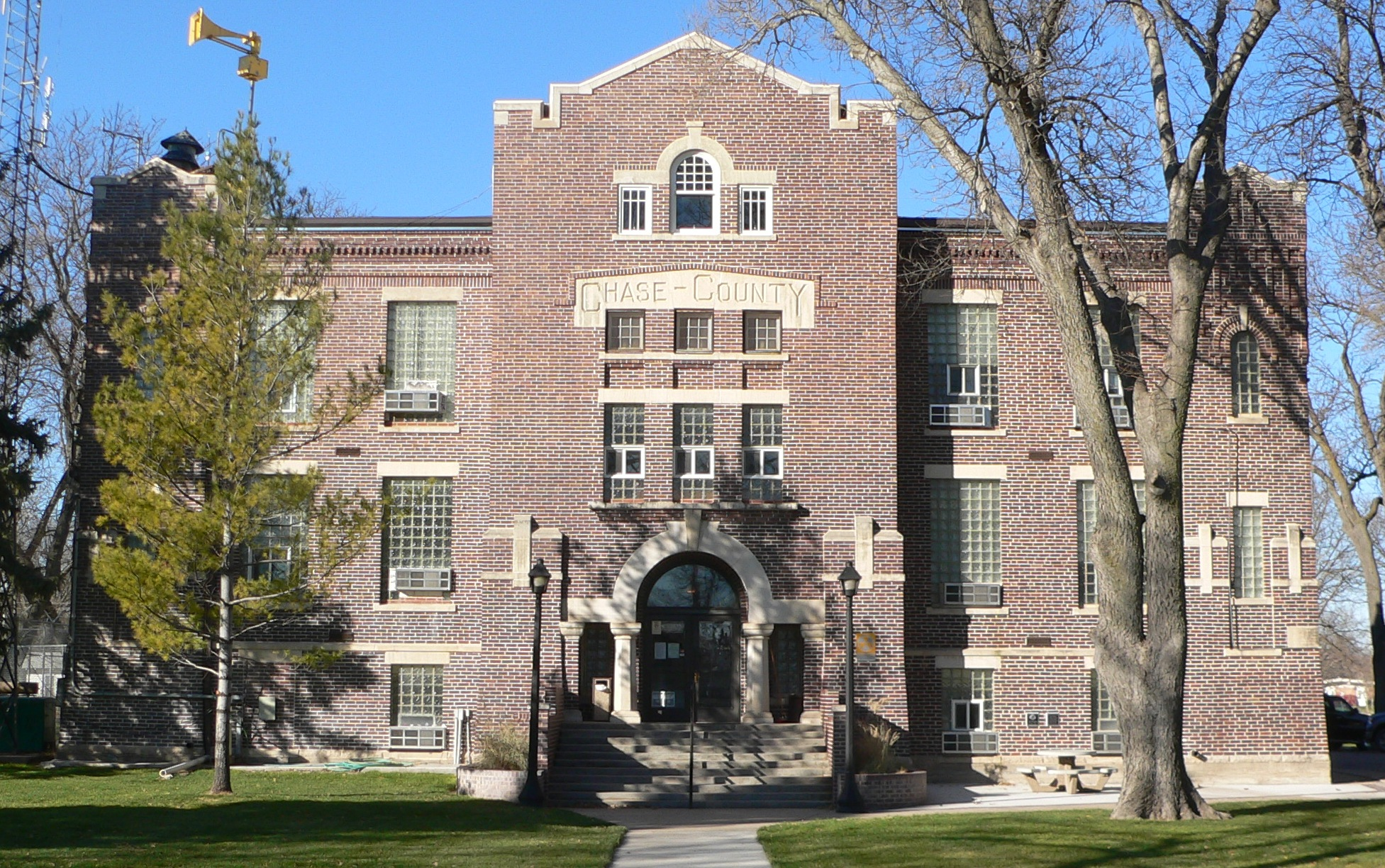
Chase County Courthouse